# Dexosarcophaga insueta
Dexosarcophaga insueta är en tvåvingeart som beskrevs av Thomas Pape 1996. Dexosarcophaga insueta ingår i släktet Dexosarcophaga och familjen köttflugor.
Artens utbredningsområde är Dominica. Inga underarter finns listade i Catalogue of Life.